# Podzamcze (Lublin)
Podzamcze – część miasta Lublin, położona na pograniczu dzielnic administracyjnych Śródmieście, Kalinowszczyzna i Stare Miasto.

## Historia
Pierwotnie obszar notowany był jako Podgrodzie, nazwa Podzamcze poświadczona jest od 1555. Już w XIV wieku teren ten stanowił znaczące skupisko ludności żydowskiej. Zachodnią granicę stanowił Staw Żydowski, północną – Czechówka, zaś południową i wschodnią – Wielki Staw Królewski. Do najstarszych ulic należała ulica Szeroka, przy której osiedlali się najzamożniejsi lubelscy Żydzi oraz siedzibę miał Sejm Czterech Ziem, a także ulica Jateczna, przy której zgromadzone były ważne obiekty miejscowej gminy żydowskiej, m.in. Wielka Synagoga, jesziwa oraz mykwa.
Dnia 15 lipca 1595 Podzamcze uzyskało przywilej organizacji samorządu na prawie magdeburskim, do której prawo potwierdził w 1664 Jan II Kazimierz Waza. Jego status jako odrębnej jurydyki usankcjonował 22 marca 1614 Zygmunt III Waza. W 1655 Podzamcze zostało zniszczone i ograbione podczas najazdu wojsk kozacko-moskiewskich, co skutecznie zahamowało jego dalszy rozwój. W 1794 zostało ostatecznie włączone do Lublina.
W latach 1942–1943 wojsko III Rzeszy przeprowadziło na Podzamczu eksterminację ludności żydowskiej. Dzielnica została następnie całkowicie zburzona. W związku z tym zabytkowa zabudowa Podzamcza nie zachowała się.